# 村上かのん
村上 かのん（むらかみ かのん、1983年5月23日 - ）は、日本の脚本家。愛媛県松山市出身。

## 来歴
松山東雲中学校・高等学校、東京女子大学卒業。

## 作品

### テレビドラマ
- のの湯（2019年、脚本協力）監督：宝来忠昭、平波亘
- 宅飲みシェアハウス（2022年、tvk）
- 佐原先生と土岐くん（2023年、毎日放送）
- 恋は湯けむりの中で（2024年、tvk）

### 配信ドラマ
- 片想い送信中（2017年11月15日 - 12月13日、Simeji 特設サイト）監督：松本花奈
- 僕なら、泣かせたりしない（2019年2月18日 - 3月29日 SNSドラマ）監督：藤村明世
- 深海くんと月影ちゃん（2020年5月18日 - 、Youtube）シーズン3　第3話脚本

### 映画
- あいが、そいで、こい（2019年6月22日公開、ENBUゼミナール）監督：柴田啓介
- ハチとパルマの物語（2021年5月28日公開、平成プロジェクト）日露共同作品映画
- ぬけろ、メビウス!!（2023年2月3日公開）[2]監督：加藤慶吾
- Ondan Sonra（2024年11月15日公開）[3]監督：山本大策

### CM
- 帝京大学「福岡キャンパス」（2019年 - ）
- 帝京大学「宇都宮キャンパス」（2019年12月 - ）

### ミュージックビデオ
- 銀河団 from 劇団番町ボーイズ☆『Graduation』